# 妮娜 (歌手)
妮娜（德語：Nena，本名 Gabriele Susanne Kerner，1960年3月24日—）是一位德國搖滾流行音樂歌手，出生於哈根。Nena原本也是她所屬樂團的團名，成名曲為《99只气球》及《无论怎样，无论何地，无论何时》。

## 外部連結
- Official Web Site （德文）
- Comprehensive Nena fansite（页面存档备份，存于） （德文）
- Nena fan community[永久] （德文）
- Comprehensive English fan site
- Nena CDs + DVDs at Amazon （德文）